# Jan Kopcza
Jan Kopcza ps. Waldemar (ur. 6 grudnia 1909 w Lubatówce, zm. 15 czerwca 1944) – społecznik, organizator uroczystości religijno patriotycznych, kapelmistrz orkiestry, prowadzący amatorski teatr, w konspiracji antyniemieckiej od jej początku.

## Życiorys
W czasie II wojny światowej – dzięki Michałowi Zygmuntowi i pomocy J. Kopczy w Lubatowej powstał jeden z pierwszych na tym terenie ruch oporu. Organizatorem ogniwa konspiracyjnego był Jan Kopcza i por. Michał Zygmunt, który zbiegł z transportu do oflagu. Dowódca ten wraz z ppor. Janem Kopczą z Lubatówki, z księdzem Nalepą, kierownikiem szkoły Józefem Myśką, nauczycielką Zofią Burghartową oraz i Stanisławem Turkiem, zorganizował pierwsze przerzuty na Węgry.
Po nawiązaniu łączności z grupą z Miejsca Piastowego konspiratorzy z Lubatowej weszli w skład organizacji Służba Zwycięstwu Polski, a po jej wchłonięciu przez Związek Walki Zbrojnej stali się głównymi organizatorami Placówki ZWZ w Dukli (kryptonim "Dalia"). Po aresztowaniu i osadzeniu Zygmunta w Oświęcimiu komendantem Placówki AK Dukla Dalia,Dorota został Jan Kopcza (od 1942 r. do 15 czerwca 1944) obejmującej ponad dwadzieścia miejscowości Dukielszczyzny. Zajmował się gromadzeniem broni, rozbudową siatki konspiracyjnej, ukrywaniem ludzi poszukiwanych przez Niemców – głównie w domach górnej części wsi, przysiółku Doły i Kolonia, akcjami propagandowymi i sabotażowymi. m.in.; wypuszczenie ropy w kopalni Lubatówka. Po nim od 2 VII 1944 pchor. Kazimierz Wołtosz; został dowódcą Placówki Dukla.
W 1940 był inicjatorem zorganizowania kompletów tajnego nauczania w zakresie szkoły podstawowej i średniej. Zorganizował schronienie dla jeńców radzieckich, którzy uciekli z obozu pod Rymanowem, dla Polaków wypędzonych z Wielkopolski i Śląska, a także dla partyzantów z oddziału OP-11 dowodzonego przez Jana Czuchrę (pseudonim "Orski") wracającego z akcji "Łańcuch" na słowacką placówkę graniczną w Certiżnem. Ścigający partyzantów żołnierze niemieccy w odwecie zastrzelili dwóch mieszkańców Lubatowej: Stanisława Frankiewicza, u którego oddział kwaterował oraz Błażeja Zająca – komendanta warty wiejskiej.
Komendant „Waldemar” prowadził walkę z okupantem, organizował plutony tzw. Pogranicza gotowe do walki o niepodległość w czasie Akcji Burza, w końcu wojny. Jako porucznik miał poprowadzić kompanię wojska powstańczego. Rozbroił tabor niemiecki i rozdał zdobyczne konie mieszkańcom Lubatowej.
W 1944 – po czerwcowym zamachu Oddziału Kopczy na Paula Diebala, krwawego komendanta Schutzpolizei w Dukli Niemcy rozpętali terror, organizując łapanki, aresztowania i obławy za przywódcami organizacji podziemnej i żołnierzami AK, a zwłaszcza za Janem Kopczą.
15 czerwca 1944 r. Niemcy otoczyli dom Kopczów i podczas ucieczki zastrzelili go na terenie obecnego stadionu. Ojciec, który opuścił dom na wieść o śmierci syna, został ciężko ranny i następnego dnia zmarł. Jana potajemnie pochowano na cmentarzu w Rogach razem z ojcem.